# Temps de Liapunov
En matemàtiques, el temps de Liapunov és el període que ha de passar perquè un sistema dinàmic esdevingui caòtic. Es defineix com la inversa de l'exponent de Liapunov més gran del sistema.
Deu el nom al matemàtic rus Aleksandr Liapunov.

## Utilització
El temps de Lyapunov reflecteix els límits de la previsibilitat del sistema. Per convenció, es defineix com el temps per augmentar la distància entre les trajectòries properes del sistema per un factor d'e. No obstant això, de vegades es detecten mesures en termes de 2-plecs i 10 plecs, ja que corresponen a la pèrdua d'un bit d'informació o un dígit de precisió respectivament.
Tot i que s'utilitza en moltes aplicacions de la teoria de sistemes dinàmics, s'ha utilitzat particularment en la mecànica celeste on és important per a la qüestió de l'estabilitat del Sistema Solar. No obstant això, l'estimació empírica del temps Lyapunov sovint s'associa amb incerteses computacionals o inherents.

## Exemples
Són valors típics:
| Sistema                                 | Temps de Lyapunov  |
| --------------------------------------- | ------------------ |
| Sistema Solar                           | 50 milions d'anys  |
| Òrbita de Plutó                         | 20 milions d'anys  |
| Obliqüitat de Mart                      | 1-5 milions d'anys |
| Òrbita de 36 Atalante                   | 4.000 anys         |
| Rotació d'Hiperió                       | 36 dies            |
| Oscil·lacions caòtiques químiques       | 5,4 minuts         |
| Oscil·lacions caòtiques hidrodinàmiques | 2 segons           |
| 1 cm³ d'argó a temperatura ambient      | 3,7×10−11 segons   |
| 1 cm³ d'argó a punt triple              | 3,7×10−16 segons   |